# Аполлон-13
«Аполло́н-13» (англ. Apollo 13) — пилотируемый космический корабль из серии «Аполлон». Единственный из летавших к Луне пилотируемых кораблей, на котором в полёте произошла серьёзная авария.

## Экипажи

### Основной
- Джеймс Ловелл — командир (4-й космический полёт)
- Джон Суайгерт — пилот командного модуля (1‑й космический полёт)
- Фред Хейз — пилот лунного модуля (1‑й космический полёт)

Ловелл был опытным астронавтом, на тот момент имел за плечами программу «Джемини» и миссию «Аполлон-8», где был пилотом командного модуля, был первым, кто летел к Луне повторно, а также первым человеком, выполняющим четвёртый космический полёт.
Суайгерт и Хейз были новичками. Первоначально в экипаж входил Томас Маттингли, но он не имел иммунитета к краснухе, а за 8 дней до полёта имел контакт с заболевшим ею коллегой-астронавтом Чарльзом Дьюком, что вызвало обоснованные опасения у врачей. В экипаже его заменил Суайгерт. Впоследствии Маттингли и Дьюк вместе полетели на Луну на «Аполлоне-16» под командованием Джона Янга.
Экипаж Ловелла сначала готовился для миссии «Аполлон-14», а на «Аполлоне-13» планировалось отправить экипаж под командованием Алана Шепарда. Шепард страдал от расстройства вестибулярного аппарата, и, желая вернуться к полётам, согласился на хирургическое вмешательство, которое устранило проблему; однако его здоровье не успевало полностью восстановиться к назначенной дате полёта. В результате Ловеллу было сделано предложение поменяться с Шепардом кораблями, на которое он согласился.
Когда возникли проблемы у Маттингли, Ловелл вновь был поставлен перед выбором: либо согласиться на замену Маттингли, либо полностью передать полёт своим дублёрам. Ловелл выбрал первое.

### Дублирующий экипаж
- Командир — Джон Янг
- Пилот командного модуля — Томас Маттингли
- Пилот лунного модуля — Чарльз Дьюк

### Экипаж поддержки
- Джек Лаусма
- Вэнс Бранд
- Уильям Поуг/Джозеф Кервин

## Руководство полётом
Операторы, дежурившие у мониторов телеметрии, были распределены в четыре команды, каждая из которых подчинялась своему руководителю полёта (англ. flight director) и носила форму своего цвета. Команды сменялись в следующем порядке:
- «Белая команда» под руководством Джина Кранца (англ. Gene Kranz)[7]; он же, для сохранения принципа единоначалия, был ведущим руководителем полёта (англ. leader);
- «Чёрная команда» под руководством Глинна Ланни (англ. Glynn Lunney);
- «Золотая команда» под руководством Герри Гриффина (англ. Gerry Griffin);
- «Бордовая команда» под руководством Милта Виндлера (англ. Milt Windler).

Время дежурства каждой команды составляло от 6 до 9 часов. Расписание составлялось задолго до полёта, а пересменка приурочивалась к «спокойным» его этапам и никогда не производилась во время манёвров.

## Хронология полёта

### Старт
Запуск корабля успешно состоялся 11 апреля 1970 года в 13:13 по центральноамериканскому времени (UTC−6:00) с площадки A стартового комплекса LC-39 космического центра Кеннеди. За стартом с космодрома и прилегающих окрестностей наблюдали более 100 000 человек.
Старт сопровождался отказом, который удалось парировать, не прерывая полёта. Пятый, центральный двигатель второй ступени самопроизвольно отключился в 000:05:30.64 полётного времени, на 2 минуты 12 секунд раньше запланированного; остальные четыре двигателя продолжали работать. В этот момент высота орбиты была всё ещё ниже требуемой на 10,7 морской мили (20 км), а скорость — на 5685,3 фута в секунду (1700 м/с). Однако к этому моменту двигатели уже достаточно разогнали ракету, что позволило не прерывать полёт, а скомпенсировать это отключение продлением работы четырёх боковых двигателей на 34 секунды. После окончания работы остальных четырёх двигателей в 000:09:52.64 полётного времени и произошедшего в 000:09:53.50 разделения ступеней, в 000:09:56.90 был запущен двигатель третьей ступени; он проработал на 9 секунд дольше расчётного времени, отключившись в 000:12:29.83. В результате итоговая скорость корабля оказалась ниже расчётной всего на 1,9 фута (0,58 м) в секунду, а высота орбиты — выше расчётной на 0,2 морской мили (370 м).
Первые двое суток полёта «Аполлона-13» прошли без особых происшествий.

### Отлёт к Луне
После выхода на орбиту ожидания экипаж «Аполлона-13» снял полётные скафандры и приступил к включению и проверке всех систем корабля. Проверка не выявила каких-либо неполадок. В 02:35:46 полётного времени третья ступень ракеты была включена во второй раз, разогнав корабль до скорости 35 562,6 фута в секунду (11 000 м/с), отправив его к Луне.
В 03:06:39 основной блок корабля, состоящий из соединённых командного («Одиссей») и служебного модулей, отделился от третьей ступени, и Джон Суайгерт приступил к манёврам по извлечению из неё лунного модуля («Водолей»). Для этого Суайгерт совершил разворот по рысканию на 180°, приблизился к стыковочному узлу «Водолея» и произвёл «мягкую стыковку» — ввёл в конус стыковочного узла лунного модуля штырь стыковочного узла командного модуля. Затем была выполнена «жёсткая стыковка»: электропривод втянул стыковочный штырь, стыковочные кольца кораблей соприкоснулись и защёлкнулись на 12 замков, что обеспечило надёжный контакт.
В 03:19:09 были подорваны пироболты, удерживающие лунный модуль в обечайке третьей ступени. Суайгерт дал «задний ход» и вывел пристыкованный лунный модуль. Далее были произведены проверка герметичности переходного тоннеля, открытие люков и прокладка электрических кабелей, позволяющих запитать лунный модуль от мощных электрических водородно-кислородных топливных элементов служебного модуля.

### Первая коррекция траектории
В 03:40:50 при помощи двигателя служебного модуля была произведена первая коррекция, которая перевела «Аполлон-13» на так называемую «гибридную» траекторию. Посадка «Водолея» планировалась вблизи кратера Фра Мауро — в очень интересном с геологической точки зрения районе. Гибридная траектория позволяла легко сформировать орбиту вокруг Луны, которая проходила бы как раз над заданной точкой, а также обеспечивала достижение Луны в подходящий момент времени в смысле освещения: Солнце находилось бы на лунном небе под углом, близким к 45°. Однако недостатком этой траектории являлось то, что для возврата «Аполлона-13» к Земле требовалась дополнительная коррекция.
Третья ступень «Сатурна» по команде с Земли тоже совершила манёвр. Она была нацелена на поверхность Луны — в точку, находящуюся примерно в 120 милях от места посадки предыдущей лунной миссии — «Аполлона-12». Экипаж «Аполлона-12» в ходе своего пребывания на Луне установил на её поверхности сейсмографы, которые уже пять месяцев фиксировали колебания лунной поверхности и передавали данные на Землю. Эти датчики должны были зафиксировать удар ступени о поверхность Луны.

### Авария
Первые проблемы с оборудованием служебного модуля начались на третьи сутки полёта. После сна экипажу были даны указания выполнить процедуру дестратификации (перемешивания содержимого) кислородных и водородных баков.. Эта операция требовалась ввиду того, что в невесомости жидкие кислород и водород имели тенденцию расслаиваться, что приводило к выдаче датчиками уровня неверных показаний. В каждом баке находилось по две приводимых в движение электромоторами крыльчатки. Они перемешивали содержимое баков, благодаря чему газовая фаза отделялась от жидкой, и показания датчиков уровня приходили в норму.
В 046:40:05 полётного времени, после включения моторов, датчик уровня в кислородном баке № 2 стал сообщать аномально высокое значение, что было зафиксировано как на приборной панели «Одиссея», так и на мониторах в Центре управления полётом в Хьюстоне. Аналоговые датчики давления и температуры в баке № 2 продолжали выдавать нормальные показания, поэтому отказ был признан некритичным.
 Вечером (в 20:24 по времени Хьюстона) 13 апреля 1970 года, когда корабль пролетел 330 000 километров, экипаж вёл репортаж для телезрителей, знакомя их с кораблём и своим бытом. Операторы в Хьюстоне уже некоторое время наблюдали колебания показаний датчиков уровня сжиженных кислорода и водорода в баках служебного модуля, и приняли решение по окончании репортажа произвести их перемешивание.
После окончания репортажа Джон Суайгерт, получив указание из центра управления полётом, в 055:54:53 полётного времени приступил к перемешиванию жидкостей во всех четырёх баках. Через 16 секунд астронавты услышали громкий звук удара, сопровождавшийся встряской корабля.
Сперва Ловелл решил, что это очередная шутка Хейза — при открытии клапана уравнивания давления воздуха между командным и лунным модулями раздавался громкий хлопок, и Хейз неоднократно проделывал эту операцию ранее, пугая экипаж. На этот раз Хейз был удивлён и озадачен не меньше остальных астронавтов.
Сработала аварийная сигнализация. Индикаторы на пульте управления показывали потерю напряжения на шине питания B — одной из двух, питающих бортовое оборудование командного и служебного модулей. Операторы в центре управления полётом отметили падение до нуля давления в кислородном баке № 2 (англ. oxygen tank 2) и в двух из трёх имеющихся топливных элементов (англ. fuel cell).
Джеймс Ловелл доложил в Хьюстон о случившемся. Не наблюдая очевидных повреждений в командном модуле, экипаж предположил, что в лунный модуль попал метеороид, и, опасаясь за герметичность корабля, приступил к аварийному задраиванию переходного тоннеля, открытого в ходе телепередачи. Однако закрыть люк никак не удавалось, и вскоре астронавты, не ощущая утечки воздуха, прекратили эти попытки и вернулись к анализу текущей ситуации.
В центре управления полётом заметили, что одновременно со встряской корабля радиосвязь автоматически переключилась с направленной антенны на всенаправленные. Началось падение напряжения и на шине питания A, а топливные элементы № 1 и № 3 полностью прекратили выработку электроэнергии. Это означало однозначный отказ от высадки на Луну, поскольку, согласно установленным NASA жёстким требованиям безопасности, она допускалась только при условии исправности всех трёх топливных элементов.
Колебания корабля продолжались, и автоматике не удавалось их парировать; не смог этого сделать и сам Ловелл, перейдя на ручное управление. Это грозило рядом неприятных последствий: прежде всего, обычно на протяжении полёта корабль вращался вокруг своей оси со скоростью около одного оборота в минуту, что обеспечивало его равномерный обогрев Солнцем. Нарушение равномерности этого вращения привело бы к перегреву корпуса корабля с освещённой и переохлаждению с теневой стороны, что могло бы повредить оборудование модулей. Кроме того, неконтролируемые колебания корабля могли привести к складыванию рамок гироскопов, что означало бы полную утрату информации о его пространственной ориентации.
Выглянув в боковой иллюминатор, Ловелл увидел облако истекающего из служебного модуля газа, который и создавал реактивную силу, изменяющую ориентацию корабля. Индикаторы давления в кислородном баке № 1 показывали его медленное и неуклонное понижение; по оценке астронавтов, бак должен был опустеть через пару часов.
Выработка электричества последним исправным топливным элементом № 2 неуклонно уменьшалась; напряжение на шине питания A продолжало падать. Чтобы избежать полного обесточивания «Одиссея», центр управления полётом отдал приказ запитать обе шины от аккумуляторов командного модуля (которые обычно использовались в ходе возвращения на Землю), после чего приступить к отключению второстепенных систем согласно аварийному «розовому списку» с целью снизить потребляемый модулем ток (обычно составлявший 50 А) на 10 А. Однако даже при такой пониженной нагрузке заряда аккумуляторов хватило бы от силы на пару часов.
Когда давление упало ниже определённого уровня, система автоматически переключилась на использование кислорода из уравнительного бака командного модуля. Исчерпание этого запаса кислорода было недопустимо, поскольку он обеспечивал дыхание экипажа в ходе возвращения на Землю, и центр управления полётом потребовал отключить уравнительный бак от кислородной системы. Последней отчаянной попыткой остановить утечку стал приказ на закрытие отсечных клапанов трубопроводов, ведущих к двум отказавшим топливным элементам, в предположении, что причиной утечки является повреждение последних. Способа открыть однажды закрытые клапаны не существовало, поэтому такое распоряжение означало официальную отмену высадки на Луне. Сначала был закрыт клапан топливного элемента № 3, а когда это не помогло — топливного элемента № 1, но утечка так и не прекратилась.
Ответственный за системы энергоснабжения и жизнеобеспечения Сеймур Либергот (Seymour Liebergot) вспомнил про отработанный ранее на тренажёре сценарий разгерметизации командного модуля, в котором лунный модуль использовался в качестве «спасательной шлюпки», и предложил этот вариант руководителю полётами. Экипаж приступил к работе по этому плану: Ловелл и Хейз занялись включением систем лунного модуля, в то время как Суайгерт выполнял операции по обесточиванию «Одиссея» — работу, которой в штатном режиме должны были бы заниматься все три астронавта. Тем временем утечка из кислородного бака ускорялась, оставляя экипажу всё меньше времени на выполнение необходимых действий.
Первоочередными задачами было запитывание гиростабилизированной платформы «Водолея», после чего следовало ввести в неё параметры ориентации связки модулей. Эта операция осложнялась тем, что, ввиду конструктивных особенностей стыковочного узла, они несколько отличались от аналогичных параметров «Одиссея», и поэтому требовали несложного арифметического пересчёта. Для пущей уверенности Ловелл попросил операторов на Земле проверить его вычисления. Не обошлось без накладок — так, Глинн Ланни в спешке приказал обесточить маневровые двигатели «Одиссея» прежде, чем было подано питание на аналогичные двигатели «Водолея», и на некоторое время связка кораблей утратила возможность сохранять свою пространственную ориентацию.
На Земле внезапно возникшее и расширяющееся облако газа рядом с кораблём было зафиксировано, в частности, 24-дюймовым телескопом обсерватории Кораллитос и наблюдателями в Хьюстоне.

### Создание штаба по спасению экипажа
В центре управления полётом был создан штаб спасательной операции. Кроме штатных руководителей полёта в совещании приняли участие руководители NASA, астронавты, инженеры из тренажёрного участка, а также проектировщики из фирм-изготовителей.
Одна из групп инженеров занялась учётом ресурсов, имеющихся на борту, и прогнозом их исчерпания. Результаты учёта:
- Кислород. Лунный модуль нёс значительный запас кислорода, поскольку план миссии предусматривал два выхода на поверхность Луны, и, соответственно, два цикла сброса атмосферы кабины с её последующим восстановлением.[37] Даже с учётом того, что три астронавта совместно потребляли 0,23 фунта (100 г) кислорода в час, имеющегося в баках количества хватало более чем на неделю.[37]
- Электроэнергия. Общая ёмкость серебряно-цинковых батарей посадочной и взлётной ступеней «Водолея» составляла 2252 ампер-часа (четыре батареи по 415 А·ч в посадочной ступени и две батареи по 296 А·ч на взлётной ступени), что при максимальном потреблении 55 А и 30 А при номинальной нагрузке должно было обеспечить 75-часовое функционирование лунного корабля.
- Жизнеобеспечение. Ресурс сменных патронов (двух рабочих и трёх запасных) с поглотителем углекислого газа (гидроксидом лития) лунного модуля был рассчитан на дыхание двух человек в течение 53 часов.[38] Находившиеся в нём теперь три астронавта выработали бы этот ресурс менее, чем за 36 часов.[38] Эта ситуация была сразу спрогнозирована инженерами центра управления полётом, поэтому к тому времени как гранулы гидроксида лития достигли насыщения, экипажу был предложен способ использования патронов из командного модуля.
- Динамика. Количество топлива для вспомогательных двигателей ориентации было рассчитано на множество манёвров возле Луны как при посадке, так и после взлёта, при причаливании взлётной ступени к основному блоку. Однако и этот ресурс пришлось экономить.
- Охлаждение. Бортовая электроника лунного корабля охлаждалась теплоносителем на основе этиленгликоля, циркулировавшим по замкнутому контуру. Проходя через теплообменник, теплоноситель передавал своё тепло пресной воде, которая испарялась, унося его в космос. Общий запас воды в лунном модуле составлял 338 фунтов (153 кг); работающая в штатном режиме система охлаждения расходовала 6,3 фунта (2,9 кг) воды в час.[38] Полное её израсходование грозило перегревом бортовой электроники и выходом её из строя. Чтобы воды хватило на оставшийся полёт, потребляемый лунным модулем ток следовало понизить до 17 ампер, что снизило бы её ежечасное потребление до 3,5 фунта (1,6 кг).[38]

Таким образом, из всех ресурсов систем жизнеобеспечения, электропитания и динамики «Аполлона-13» самым критичным оказался запас пресной воды.
Другая группа занялась выработкой возможных вариантов возвращения на Землю. В центре управления полётом одновременно просчитывались следующие варианты спасения экипажа:
Сценарии без облёта Луны.
1. Использование маршевого двигателя служебного модуля — «прямое прерывание». Один из аварийных сценариев, разработанных ещё до полёта. Корабль следовало развернуть служебным модулем в направлении движения и включить его двигатель — способный развивать тягу в 22 500 фунт-сил (10 200 кгс) — на пять минут. Это обеспечивало сначала полное гашение скорости корабля, а затем его разгон в противоположном направлении — обратно к Земле.[40] Преимущество этого варианта состояло в значительном сокращении времени перелёта (почти на 2 дня); приводнение ожидалось на 118 часу полёта в Тихом океане, где у Хьюстона имелись спасательные команды. Однако не было точно известно, что этот двигатель не был повреждён при аварии; также существовали опасения, что теплозащита спускаемого аппарата может не выдержать повышенной посадочной скорости. Этот вариант был отброшен сразу и единогласно.
2. Использование двигателя посадочной ступени лунного модуля. Вариант предусматривал сброс служебного модуля и полную выработку топлива посадочной ступени. Достоинство этого варианта заключалось в уменьшении времени перелёта до тех же 118 часов; в то же время этот вариант «наследовал» от первого все недостатки, к которым также добавлялся крайне малый резерв топлива для возможного маневрирования вблизи Земли. По этому сценарию предусматривалось сбросить посадочную ступень лунного модуля, а для маневрирования использовать взлётную ступень. Это было крайне нежелательно, поскольку посадочная ступень имела большие кислородные баки и ёмкие аккумуляторы, а двигатель взлётной ступени не имел управления тягой и был рассчитан только на один запуск. Кроме того, даже неисправный служебный модуль продолжал своей массой заслонять теплозащиту от космического холода. Этот вариант был отброшен после критики специалистов, отвечающих за динамику.

Сценарии с облётом Луны.
1. Однократное включение двигателя посадочной ступени для выхода на возвратную траекторию с облётом Луны (с максимальным временем возврата). Вариант считался наиболее легко реализуемым в техническом плане — после первого включения двигатель мог быть повторно запущен лишь на протяжении ограниченного времени. Рассматривался как крайний случай и приводил к посадке в Индийский океан на 152 часу полёта. Недостатки: заведомо недостаточный запас ресурсов системы жизнеобеспечения; невозможность своевременного спасения экипажа после приводнения.
2. Двукратное включение двигателя посадочной ступени. Первое включение — коррекция траектории с целью перехода на траекторию возврата на Землю с облётом Луны. Второе включение — набор как можно большей скорости для перелёта на Землю. Планировалась максимальная выработка топлива. Вариант предусматривал приводнение в Атлантическом океане на 133 часе полёта. Недостаток: неудобство спасения.
3. Двукратное включение двигателя посадочной ступени с облётом Луны. Этот вариант являлся модификацией предыдущего. Во время второго включения двигатель работал меньшее время, соответственно, развивалась меньшая скорость. Время перелёта увеличивалось на 11 часов. За дополнительное время перелёта Земля успевала повернуться за счёт суточного вращения. Предусматривалось приводнение в Тихом океане, в удобном для спасения районе, на 142 часу полёта.

Сценарии с облётом Луны, по сути, являлись модификациями друг друга. Во всех трёх этих сценариях использовался двигатель посадочной ступени. Третий и четвёртый варианты являлись крайними, с целью выяснить диапазон возможных событий. Было решено остановиться на пятом варианте.

### Предложение помощи от СССР
Председатель Совета министров СССР Алексей Косыгин 15 апреля отправил телеграмму президенту США Ричарду Никсону и сообщил, что СССР готов помочь США в проведении операции спасения. 16 апреля в предполагаемый район приводнения командного модуля «Аполлона-13» выдвинулся корабль измерительного комплекса «Чумикан», траулер 8452 и теплоходы «Академик Рыкачёв» и «Новомосковск». В ответном послании Никсон поблагодарил Косыгина и сообщил, что если помощь действительно понадобится, то он немедленно оповестит советского премьера.

### Проблемы, сопутствующие аварии

#### Невозможность навигации
Перед включением двигателя корабля следовало провести процедуру точного наведения, предназначенную для ликвидации ошибок, вызванных «уходом» гироскопов. Она заключалась в поочерёдном наведении специального телескопа на несколько «навигационных» звёзд, координаты которых были заранее сохранены в постоянной памяти компьютера. Однако сделать это после аварии стало невозможно: кислород и обломки корабля, выброшенные взрывом в космическое пространство и летевшие вместе с кораблём, светились отражённым солнечным светом, не позволяя экипажу различить настоящие звёзды среди множества «ложных». Попытки вывести корабль из этого «мусорного облака» не увенчались успехом, и в конце концов астронавтам пришлось уповать на то, что параметры ориентации были перенесены из компьютера «Одиссея» на компьютер «Водолея» без ошибок.

#### Нерасчётные моменты инерции
Система управления лунного модуля не была рассчитана на управление угловыми координатами с пристыкованными командным и служебным модулями. Центр тяжести такой связки находился далеко от расчётного положения. Отработанные пилотами на тренажёрах навыки стали малополезными, связка модулей вела себя крайне непривычным образом: так, на отданную Ловеллом команду на изменение тангажа она отреагировала отклонением по рысканию — ему пришлось заново учиться управлять кораблём.

#### Проблемы со связью
Рабочие частоты передатчиков телеметрии третьей ступени ракеты «Сатурн-5» совпадали с частотами
приёмопередатчиков лунного модуля. При разработке это не вызывало беспокойства, поскольку при штатном развитии событий третья ступень должна была прекратить своё существование, разбившись о поверхность Луны, задолго до включения электропитания «Водолея». Однако в данном случае передатчики третьей ступени работали одновременно с передатчиками лунного модуля, создавая помехи, которые затрудняли общение экипажа с Хьюстоном. По просьбе руководства NASA был экстренно включён в работу радиотелескоп обсерватории Паркса, расположенный в Австралии.

#### Систематический дрейф
Движение «Аполлона-13» сопровождалось очень слабым, но постоянным уходом с баллистической траектории. Инженеры Хьюстона никак не могли понять причину этого дрейфа. Сначала причиной дрейфа считали продолжающуюся утечку газов из повреждённого служебного модуля.  Однако, когда стало ясно, что дрейф продолжается, хотя все ёмкости служебного модуля заведомо пусты или надёжно перекрыты, стали искать другую причину.
Этот дрейф послужил причиной четвёртой и пятой коррекций.

### Вторая коррекция траектории
Первая коррекция, совершённая ещё до происшествия, перевела «Аполлон-13» на гибридную траекторию, не обеспечивавшую возврата к Земле без дополнительных действий. Чтобы вернуть корабль на траекторию свободного возврата, было достаточно увеличить его скорость всего на 16 футов (4,9 м) в секунду. Действуя по инструкциям из центра управления полётом, астронавты привели опоры посадочной ступени в развёрнутое положение, освобождая сопло её двигателя. Затем, в 08:42:43 14 апреля (061:29:43.49 полётного времени) на 7,5 секунд включились маневровые двигатели «Водолея» для осаждения топлива в его баках, после чего маршевый двигатель был запущен на 10 % тяги; через 5 секунд Ловелл увеличил тягу до 40 %, а ещё через 25 секунд компьютер выключил двигатель в соответствии с заданной программой. Манёвр оказался выполненным безукоризненно: поправка, которая обычно вносилась маневровыми двигателями, не потребовалась.
При штатном развитии событий двигатель посадочной ступени лунного модуля должен был включаться несколько раз — для сведения лунного модуля с орбиты, для маневрирования во время спуска и для гашения вертикальной и/или горизонтальной скорости непосредственно перед прилунением. Однако из-за особенностей конструкции топливной системы, имевшей вытеснительную подачу, двигатель мог быть повторно запущен только на протяжении некоторого времени (порядка 50−55 часов) с момента первого запуска. Компоненты самовоспламеняющегося топлива подавались в камеру сгорания в результате наддува баков гелием. Гелий хранился в сжиженном виде при температуре −452 °F (−268,89 °C), и давлении 80 фунтов на кв. дюйм (5,44 атм). Перед первым запуском двигателя гелий подогревался и превращался в газ; после газификации гелия давление в баках продолжало расти. Для предотвращения их разрыва топливная система была снабжена специально рассчитанной предохранительной мембраной. По достижении давления в 1800 фунтов на кв. дюйм (120 атм) гелий прорывал эту мембрану и улетучивался в космос, что делало дальнейший запуск двигателя посадочной ступени невозможным. При штатном развитии событий к этому моменту посадочная ступень уже должна была находиться на Луне. Согласно расчётам, основанным на данных с датчиков давления гелия, прорыва мембраны следовало ожидать примерно на 105‑м часу полётного времени.
Вначале центр управления полётом планировал третий сценарий спасения. По этому сценарию посадка ожидалась в Индийском океане, около острова Мадагаскар, где не было поисково-спасательных средств США (5 кораблей и 47 самолётов, выделенных для спасения астронавтов, были сосредоточены только в Тихом океане). Полёт по такой траектории был нежелателен ещё и потому, что ресурсы лунного модуля, по расчётам, заканчивались за несколько часов до вхождения командного модуля в атмосферу Земли. Поэтому центр управления полётом приступил к осуществлению пятого сценария спасения. Были рассчитаны параметры коррекции «PC+2», предназначенной для повышения перелётной скорости.

### Проверка ориентации
В Центре управления полётом не были уверены в точности настройки инерциальной гироскопической платформы лунного модуля. В силу кратковременности работы двигателя при второй коррекции возможная ошибка не могла привести к значительному отклонению от расчётной траектории, однако перед гораздо более длительной коррекцией PC+2 следовало убедиться в правильности ориентации корабля. Экспериментировавшим на симуляторе инженерам так и не удалось найти такую его ориентацию, при которой «ложные звёзды» ушли бы из поля зрения и позволили откалибровать платформу. За неимением лучшего варианта было решено начать с предположения, что текущая калибровка платформы является правильной, и получить его подтверждение при помощи Солнца. В 73:32 полётного времени компьютеру лунного модуля была отдана команда сориентировать корабль так, чтобы в навигационный телескоп был виден правый верхний лимб светила. В 73:47 отработка команды завершилась, и Хейз, надев на телескоп светофильтр, убедился, что перекрестие прибора действительно указывает (с незначительным отклонением) на ожидаемую точку.

### Облёт Луны и прекращение радиосвязи
Во вторник 14 апреля в 76:42:07 полётного времени корабль вошёл в лунную тень. «Ложные звёзды» погасли, и астронавты увидели знакомые созвездия. Однако для экономии сил и времени экипажа, а также рабочего тела двигателей ориентации, центр управления полётом отказался от повторного приведения по звёздам, сочтя произведённое ранее приведение по Солнцу достаточно точным.
В 18:15 по времени Хьюстона (77:02:39 полётного времени) «Аполлон-13» скрылся за диском Луны. Радиосвязь с Землёй прекратилась. В это время экипаж занимался фотографированием поверхности обратной стороны Луны.
Радиомолчание длилось около 20 минут. Затем Ловелл и Хейз стали включать системы лунного модуля, готовясь к третьей коррекции.

### Третья коррекция траектории (PC+2)
Коррекция «PC+2» предназначалась для повышения перелётной скорости от Луны к Земле. 15 апреля в 02:40:31 (по Гринвичу (GMT)) или в 79:27:39 полётного времени была подана команда на включение двигателя. Сперва 7,5 секунд работали двигатели ориентации для осаждения топлива в баках. Затем в камеру сгорания двигателя посадочной ступени лунного модуля были поданы компоненты топлива, которые при соединении воспламенились. Двигатель проработал на минимальной тяге 5 секунд; затем Ловелл передвинул рычаг управления двигателя на 40 % — на этом режиме двигатель работал 21 секунду, после чего был переведён на полную тягу. Всего коррекция длилась 4 минуты 23 секунды, по её окончании двигатель отключился автоматически по команде бортового компьютера. Манёвр был выполнен в полном соответствии с расчётами, однако в ходе перелёта к Земле корабль стал отклоняться от идеальной траектории. Это отклонение было очень незначительным, но постоянным. Его назвали «систематическим дрейфом». Вычисления показали, что в результате дрейфа корабль пройдёт мимо Земли на расстоянии, равном примерно 165 км. Нужно было в третий раз включать двигатель посадочной ступени для ещё одной коррекции.

### Кризис систем жизнеобеспечения и другие проблемы

#### Проблема с системой регенерации воздуха
15 апреля, примерно в 05:30 (на 85‑м часу полёта) парциальное давление углекислого газа в атмосфере кабины лунного модуля достигло 13 мм рт. ст. При нормальном течении миссии это значение должно было находиться в пределах 2−3 мм рт. ст.; при превышении величины в 7 мм рт. ст. инструкция предписывала произвести замену патронов с гидроксидом лития в системе поглощения углекислого газа, а значение 15 мм рт. ст. означало бы начало отравления углекислым газом. Лунный модуль был снабжён двумя комплектами патронов поглотителя, рассчитанными на дыхание двух человек на протяжении двух суток; нахождение в модуле трёх астронавтов означало, что ресурс патронов будет израсходован ещё быстрее. Очевидным решением было бы использовать сменные поглотители из комплекта командного модуля, однако те имели форму параллелепипеда, а патроны лунного модуля — цилиндрическую. Поскольку командный модуль был обесточен, использовать его систему регенерации и вентиляции для циркуляции воздуха между модулями через переходной тоннель также не представлялось возможным.
Решение проблемы было предложено специалистом по системам жизнеобеспечения Эдом Смайли. Его предложение основывалось на конструкции системы жизнеобеспечения лунного модуля, в которой на случай разгерметизации кабины была предусмотрена возможность подключения к лунным скафандрам для очистки воздуха в них. Смайли продемонстрировал руководству переходник, который можно было изготовить из находящихся на борту материалов. После испытания переходника в барокамере NASA, имитирующей атмосферу лунного модуля, решение было признано удачным. Инструкция по изготовлению переходника была продиктована на борт.
Астронавты отсоединили от одного из лунных скафандров спаренный шланг, состоявший из двух шлангов вентиляции скафандра (один с красными, второй с синими наконечниками) и провода системы связи. Теплоизоляция была разрезана, и шланг с красными наконечниками использовался в дальнейших операциях. Для крепления шланга к поглотителю в ход пошли полиэтиленовая упаковка от костюма охлаждения из комплекта лунного скафандра, картонные листы-вкладки из полётного плана и клейкая лента.
После сборки один из концов шланга оказался герметично подсоединён к патрону; другой конец астронавты вставили в разъём системы жизнеобеспечения. Система была переведена в режим вентиляции скафандра и запущена на полную мощность; засасываемый ею через шланг воздух кабины проходил через свежий патрон. Содержание углекислого газа стало снижаться, и вскоре достигло приемлемых величин. Экипаж назвал это приспособление «почтовым ящиком» (англ. mailbox). Всего было изготовлено два таких приспособления, с красными шлангами от скафандров Ловелла и Хейза.

#### Бытовые проблемы
Недостаток энергии на борту привёл к нарушению теплового режима. Поскольку дефицит электроэнергии не позволял использовать электрообогреватели, температура в кабине начала понижаться. Температура в командном модуле, на момент покидания его экипажем составлявшая 58 °F (14 °C), упала до 5−6 °С; в «Водолее» за счёт работающих систем было немного теплее (11 °C). Появился водяной конденсат, в кабине стало сыро. Экипаж, лишённый жизненного пространства, не имел возможности согреваться движением и стал замерзать. Тёплой одежды на корабле не имелось, а комбинезоны и спальные мешки из тонкой ткани от холода не спасали.
Астронавты опасались, что запасы еды и питьевой воды, находившиеся в обесточенном командном модуле, замёрзнут. Суайгерт приступил к их переносу в более тёплый «Водолей». Наполняя пакеты водой, он случайно упустил небольшое её количество и промочил свои матерчатые ботинки; высушить их было негде.
Холод и стрессовое состояние, в котором астронавты находились с момента аварии, затрудняли отход ко сну. В отведённые на отдых периоды времени, по три-четыре часа каждый, астронавтам редко удавалось поспать более часа. В среднем они проводили во сне около трёх часов в сутки.
Чтобы не создавать непредусмотренные реактивные силы, которые могли бы вывести корабль за пределы коридора возврата, астронавтам было дано указание не использовать систему сброса мочи за борт. Вместо этого они собирали мочу в пластиковые пакеты, которые с помощью клейкой ленты крепили к стенкам лунного модуля. Чтобы производить как можно меньше мочи, а также расходовать как можно меньше воды, необходимой для работы системы охлаждения, астронавты приняли решение выпивать не более 6 унций (170 г) в день на человека — 1/6 дневной нормы.
Пониженное потребление воды, способствующее накоплению токсинов в организме, вкупе с холодом в кабине, привело к тому, что Хейз простудился. В 10 часов утра в среду он стал испытывать резь при мочеиспускании; к трём часам четверга у него поднялась температура. Хейз продолжал работать наравне с Ловеллом и Суайгертом, отказываясь поспать чуть побольше, несмотря на увещевания командира экипажа, и ограничился двумя таблетками аспирина из бортовой аптечки.

### Взрыв в аккумуляторном отсеке лунного модуля
15 апреля в 23:10 (в 97 часов 13 минут полётного времени) Хейз, находящийся в лунном модуле, услышал хлопок, сопровождавшийся сотрясением связки модулей. Выглянув в иллюминатор, он увидел туман со снежинками, струящийся из посадочной ступени. Операторы центра управления полётом зарегистрировали некоторое снижение мощности, выдаваемой химической батареей № 2. Инженеры немедленно провели анализ телеметрии, и пришли к выводу, что данная ситуация не являлась угрожающей. Выделяющиеся в ходе работы батарей кислород и водород скопились в отсеке химических батарей, а случайная искра подожгла их смесь; продукты сгорания вырвались в окружающий вакуум. Возможность падения мощности, выдаваемой одной из батарей, была предусмотрена конструкцией, и система электропитания автоматически скомпенсировала недостачу за счёт трёх остальных.

### Проверочное включение командного модуля
Аппаратура «Одиссея» не испытывалась на работоспособность при низких температурах. В обычных полётах командный модуль оставался постоянно включённым и согревался теплом работающей аппаратуры; потенциально чувствительные к холоду узлы были снабжены электрическими нагревателями, поддерживавшими их температуру в расчётных пределах. Однако в этом полёте командный модуль оставался обесточенным уже двое суток, и, соответственно, эти нагреватели не работали. Инженеры в центре управления испытывали обоснованные опасения насчёт функционирования аппаратуры при непредусмотренно низких температурах — в топливной системе двигателей ориентации командного модуля могло замёрзнуть горючее, а на гиростабилизированную платформу ориентации пагубно повлиять загустевание смазки в подшипниках гироскопов и воздействие теплового расширения на её прецизионные элементы. Температурные испытания гироплатформы при её разработке не проводились — с натяжкой таковыми можно было бы назвать инцидент, когда конструктор по забывчивости оставил её в автомобиле на ночь при околонулевой температуре.
Чтобы центр управления мог хотя бы приблизительно оценить состояние систем «Одиссея» и заблаговременно разработать план дальнейших действий, было необходимо ненадолго запитать его системы телеметрии. В 7 часов вечера в среду астронавтам были переданы соответствующая последовательность действий, и Суайгерт приступил к их исполнению. Полученные данные свидетельствовали, что температуры различных компонентов модуля находились в пределах от 21 °F (−6 °C) до 85 °F (29 °C).

### Четвёртая коррекция траектории
По расчётам центра управления, для достижения оптимального угла входа корабля в атмосферу двигатель лунного модуля должен был проработать ещё 14 секунд на десятипроцентной тяге; эту коррекцию следовало провести, не дожидаясь прорыва предохранительной мембраны гелиевых баков. Коррекция была проведена 16 апреля в 04:31:28 (в 105:18:28 полётного времени). Для экономии энергии батарей лунного модуля экипаж не запитывал бортовой компьютер и инерциальную гироскопическую платформу; запуск и выключение двигателя Ловелл производил вручную и поддерживал ориентацию корабля визуально, ориентируясь через диоптр командирского иллюминатора на земной терминатор. Дублирующее подтверждение правильности ориентации получал Хейз, наблюдая нижний лимб Солнца в бортовой телескоп. Суайгерт вёл отсчёт времени по своим наручным часам.

### Обеспечение безопасности радиоизотопных материалов
При штатном течении миссии астронавтам следовало оставить на Луне ряд научной аппаратуры — сейсмограф, ловушку для солнечного ветра и уголковый отражатель. Приборы должны были функционировать на поверхности Луны более года, что исключало применение батарей или топливных элементов; их питание должно было осуществляться при помощи радиоизотопного источника электроэнергии типа SNAP-27. Его топливная капсула, закреплённая на посадочной ступени лунного модуля, содержала 2,5 килограмма плутония-238. Для предотвращения радиоактивного заражения в случае аварийной ситуации она имела прочный керамический корпус, дополнительно усиленный стальной оболочкой, и была способна пережить взрыв ракеты на стартовом столе, прохождение сквозь атмосферу и столкновение с поверхностью Земли без разрушения. Тем не менее Комиссия по атомной энергии США потребовала, чтобы лунный модуль, в котором находился этот источник, был затоплен в как можно более недоступном месте. Пятая коррекция траектории и нештатная схема разделения «Водолея» и «Одиссея» должны были решить эту задачу.

### Зарядка аккумуляторов командного модуля
Во время аварии служебного модуля автоматика переключила питание на аккумуляторы командного модуля, вследствие чего один из них был существенно разряжен, имея в запасе только 16 А·ч. Чтобы обеспечить системы командного модуля электроэнергией на время посадки, запас энергии в этом аккумуляторе было необходимо восполнить до 50 А·ч. В батареях лунного модуля ещё имелся значительный заряд. Инженеры в Хьюстоне предложили использовать кабель, обычно использовавшийся для подзарядки батарей лунного модуля от топливных ячеек служебного модуля, для передачи электроэнергии в обратном направлении — от батарей лунного модуля к батареям командного модуля. Эта операция никогда не проверялась на практике, поэтому вызвала обоснованные сомнения у экипажа. Однако инженеры заверили астронавтов, что закоротить батареи по предложенной схеме невозможно. Эта операция была выполнена Суайгертом по рекомендациям центра управления полётом; зарядка началась на 112 часу полётного времени и была завершена к 128 часу.

### Комплектование командного модуля по массе
Компьютер командного модуля на Земле был запрограммирован на строго определённую посадочную массу, в которую было включено 100 фунтов (45 кг) лунных камней и образцов грунта. Поскольку высадки на Луне в этом полёте не произошло, а сам компьютер после аварии был обесточен, инженерами центра управления полётом было принято решение не менять настройки. Был составлен список предметов из лунного модуля, в совокупности имевших необходимую массу — в него вошли несколько кино- и телекамер, кислородные шланги, самописец посадочного модуля, неэкспонированная киноплёнка. Пока Суайгерт занимался подзарядкой аккумуляторов, Ловелл и Хейз перенесли эти предметы из лунного модуля в командный и разместили в отсеках для образцов.

### Пятая коррекция траектории
В 108:46:00 полётного времени корабль сотрясла вибрация, и космонавты увидели в иллюминатор облако ледяных кристаллов. Инженеры в центре управления полётом отметили, что давление в гелиевых баках упало со значения в 1921 фунт на кв. дюйм (130,7 атм) до 600 и продолжало понижаться: произошёл давно ожидаемый прорыв предохранительной мембраны, очередной запуск двигателя посадочной ступени стал невозможен.
После четвёртой коррекции траектории наземные измерения предсказывали, что угол входа корабля в атмосферу составит 6,24°, что было близко к оптимальному углу входа, составлявшему 6,5°. Однако по непонятной пока причине этот угол продолжал медленно, но неуклонно уменьшаться; к утру четверга он составлял уже 6,15°. Допускать дальнейшее его уменьшение не следовало: угол входа в 5,85° привёл бы к рикошету корабля от атмосферы. Для исправления ситуации была необходима ещё одна коррекция. Поскольку двигатель посадочной ступени, который мог бы придать кораблю необходимый импульс всего за несколько секунд, больше не мог быть запущен, коррекцию следовало осуществить маломощными двигателями системы ориентации лунного модуля, что заняло бы полминуты и практически полностью израсходовало бы их рабочее тело.
Коррекция была проведена 17 апреля в 12:52:51 (в 137:39:52 полётного времени), двигатели ориентации проработали 22 секунды. Расчёты показали, что корабль приводнится в приемлемом районе.

### Отстыковка служебного модуля и коррекция увода спускаемого аппарата
После пятой коррекции экипажу предстояло провести ещё несколько ответственных операций — в частности, выполнить отстыковку служебного модуля от спускаемого аппарата. Если бы не авария, то эта операция была бы вполне заурядной, но в сложившихся условиях имелись опасения, что могли быть повреждены пироболты, скрепляющие их вместе. Кроме того, после отделения служебный модуль обычно уводился в сторону при помощи собственных двигателей ориентации, на которые в данном случае нельзя было полагаться. Наконец, корабль без служебного модуля, представлявший собой нерасчётную связку отсека экипажа и лунного модуля, мог оказаться динамически неустойчивым и сложно стабилизируемым.
Усложняла операцию усталость экипажа, вызванная постоянным недосыпанием. Суайгерта терзало опасение, что в момент отделения он по привычке произведёт отстрел лунного (как в штатном полёте), а не служебного модуля (как следовало сделать на этот раз), выключатели которых на пульте располагались рядом. Чтобы исключить такую возможность, он, попросив Хейза проконтролировать его действия, заклеил соответствующий выключатель клейкой лентой.
После отработки различных вариантов на Земле было принято решение развернуть корабль на 91,3° по отношению к направлению своего движения. Затем с помощью двигателей системы ориентации лунного модуля следовало сообщить импульс в 15 см/с по оси корабля так, чтобы он начал перемещаться двигательным отсеком вперёд (шестая коррекция). После этого необходимо было осуществить подрыв пироболтов и дать импульс в противоположном направлении (седьмая коррекция), что позволит кораблю удалиться от продолжающего движение по инерции служебного модуля. Несмотря на сложность процедуры, в 13:14:48 (138:01:48 полётного времени) служебный модуль был благополучно отделён от корабля, и примерно 14 минут спустя астронавты произвели его фотографирование.
Картина была ужасающей — панель корпуса № 4 длиной около четырёх метров и шириной свыше полутора метров оказалась вырванной взрывом, кислородный бак № 2 отсутствовал; на сопле маршевого двигателя виднелись следы повреждений. Служебный модуль оказался полностью выведенным из строя.

### Отделение лунного модуля
Следующей операцией было отделение лунного модуля от отсека экипажа. Ловелл задраил люки в лунный модуль и переходный туннель — в этот раз их закрытие не было сопряжено с затруднениями, — а затем стравил воздух из туннеля до давления в 2,8 фунта на кв. дюйм (0,19 атм). Получив подтверждение закрытия люков, Суайгерт активировал систему жизнеобеспечения командного модуля. Астронавтам пришлось пережить несколько неприятных минут: приборы показывали повышенный расход кислорода, что могло свидетельствовать о негерметичности люка.
Инженерами в Хьюстоне было вскоре найдено объяснение происходящему. На протяжении последних дней за жизнеобеспечение корабля отвечали системы «Водолея», рабочее давление в кабине которого было ниже, чем в командном модуле. Только что включённая система жизнеобеспечения «Одиссея», обнаружив, что давление в кабине ниже номинального, принялась поднимать его до штатного уровня. Через пару минут расход кислорода снизился до расчётных значений. Ещё через четыре минуты, в 16:43 (141:30:00 полётного времени) Суайгерт подорвал пироболты, стягивающие туннель и командный модуль. Остаточное давление мягко оттолкнуло модули друг от друга.
Остававшиеся в «Водолее» на момент его сброса запасы составляли 28,53 фунта (13 кг) кислорода (124 часа), 189 ампер-часов электроэнергии (4,5 часа) и 28,2 фунта (13 кг) воды (5,5 часов).
На период посадки ряд стран, в том числе СССР, Англия и Франция, объявили радиомолчание на рабочих частотах экипажа.

### Предпосадочная навигация
Незадолго перед входом в атмосферу центр управления полётом запланировал для экипажа ещё одну нештатную операцию — следовало подтвердить точность настройки системы навигации и ориентации командного модуля. При неправильной настройке он мог бы войти в атмосферу под нерасчётным углом тангажа или рыскания, что привело бы к перегреву кабины и гибели экипажа. Согласно полётному плану, в случае отказа автоматики Суайгерт должен был вручную управлять ориентацией командного модуля, ориентируясь на земной горизонт и специальные линии, выгравированные на иллюминаторе пилота.
Однако в данном случае «Одиссей» заходил на посадку над ночной стороной Земли, и горизонт был просто неразличим. Для подтверждения настройки был использован заход Луны за Землю. Наблюдая за Луной в перископ, Ловелл засёк момент соприкосновения дисков Луны и Земли — он совпал с расчётным. Это означало, что гироскопическая инерциальная платформа настроена точно, система автоматической ориентации исправна, а траектория снижения находится в допустимых пределах.

### Приводнение
17 апреля в 17:53:45 (в 142:42:42 полётного времени) отсек экипажа «Аполлона-13» вошёл в земную атмосферу, в 17:58:25 (в 142:47:22) вышел на связь, а в 18:07:41 благополучно приводнился в 7,5 километрах от универсального десантного корабля «Иводзима». Все члены экипажа «Аполлона-13» были доставлены самолётом в Гонолулу (Гавайские острова).
Советское судно «Чумикан» прибыло в район приводнения раньше остальных, но по просьбе американцев легло в дрейф на расстоянии 30 километров, чтобы не создавать помех «Иводзиме» при поисках командного модуля.
Астронавты и наземные службы Хьюстона за проявленное мужество и исключительно высокопрофессиональную работу были награждены высшей гражданской наградой США — «Медалью свободы».

## Некоторые итоги полёта
Полёт продемонстрировал трудности и опасности космического полёта и этим сделал ещё более весомыми успешные полёты кораблей «Аполлон-11» и «Аполлон-12».
Обеспечение благополучного возвращения экипажа после такой серьёзной аварии расценили как крупный успех, продемонстрировавший широкие возможности кораблей «Аполлон», эффективность наземных служб в аварийной ситуации, высокую квалификацию и мужество астронавтов.
В связи с необходимостью модификации кораблей «Аполлон» старт корабля «Аполлон-14» был отложен на 5 месяцев.
После случая высокой вероятности заражения одного из членов основного экипажа краснухой (и вызванной этим необходимости замены его дублёром) решено сделать значительно более строгими условия частичного карантина для астронавтов перед полётом.
При облёте Луны корабль «Аполлон-13» незапланированно установил рекорд удаления пилотируемого аппарата от Земли — 401 056 километров.

### Результат сейсмического эксперимента
Третья ступень «Сатурна-V», врезавшись в Луну, вызвала срабатывание сейсмодатчиков, установленных экипажем «Аполлона-12» в ходе предыдущей миссии. Эти данные позволили вычислить толщину лунной коры.
- Сейсмограммы, вызванные ударом ступени S-IVB о лунную поверхность
- Кратер, образовавшийся в результате удара. Снимок сделан 23 марта 2010 года при фотографировании лунной поверхности во время эксперимента LROC

## Итоговая сводка основных этапов полёта
1. 000:00:00 Старт (суббота, 11 апреля 1970 года) в 13:13 по времени Хьюстона.
2. 000:12:30 Выход на орбиту ожидания.
3. 002:35:46 Выход на траекторию полёта к Луне.
4. 003:06:39 Разделение третьей ступени и основного блока «Аполлона-13».
5. 003:19:09 Стыковка командного модуля с лунным модулем и извлечение лунного модуля из обечайки третьей ступени.
6. 030:40:50 Первая коррекция траектории с помощью двигателя служебного модуля.
7. 055:54:53 Взрыв криогенного бака № 2 с жидким кислородом.
8. 061:29:43 Вторая коррекция траектории с помощью двигателя посадочной ступени лунного модуля. Эта коррекция обеспечила переход с гибридной орбиты на орбиту свободного возврата к Земле.
9. 077:02:39 Начало полёта корабля за лунным диском. Пропадание радиосвязи.
10. 077:21:18 Возобновление радиосвязи.
11. 079:27:39 Третья коррекция («PC+2»). Разгонный импульс, позволивший сократить перелётное время от Луны до Земли.
12. 097:13:14 Инцидент с воспламенением газов, скопившихся в аккумуляторном отсеке лунного модуля.
13. 105:18:28 Четвёртая коррекция траектории.
14. 137:01:48 Пятая коррекция траектории.
15. 138:01:48 Отстрел служебного модуля и его фотографирование.
16. 141:30:00 Расстыковка командного модуля с лунным кораблём.
17. 142:40:46 Включение всех посадочных систем командного модуля и предпосадочная навигация.
18. 142:42:42 Вход в атмосферу.
19. 142:54:41 Приводнение. Завершение полёта (пятница, 17 апреля 1970 года) в 12:07 по времени Хьюстона.

## Результаты расследования отказов и происшествий
Полёт доказал исключительно высокую способность корабля компенсировать отказ одного элемента передачей его функций другим. Функции многих систем основного отсека «Аполлон-13» после взрыва взяли на себя системы лунного корабля.

### Отказ пятого двигателя второй ступени ракеты-носителя «Сатурн-V»
Как показали исследования, причиной выключения двигателя РН «Сатурн-V» послужила тепловая нестабильность. В камере сгорания двигателя возникли низкочастотные колебания давления с частотой около 16 Гц; при одной из таких пульсаций давление в камере сгорания упало ниже критической величины, и автоматика произвела отсечку топлива, заглушив тем самым двигатель. Подобные колебания типа «пого» наблюдались и ранее — как на ракете «Титан-2» программы «Джемини», так и в некоторых предшествующих стартах программы «Аполлон», — но в случае «Аполлона-13» проблема усугубилась из-за кавитации турбонасосного агрегата. Требуемая для устранения этого явления доработка уже была известна, но на данном экземпляре ракеты она не была проведена из-за сжатого графика. Послеполётный анализ показал, что от возможной аварии ракету отделяли считанные мгновения.
Для предотвращения подобных явлений была существенно модернизирована топливная автоматика, а также изменена конструкция форсунок.

### Взрыв в служебном модуле
17 апреля, вскоре после благополучного возвращения астронавтов на Землю, администратор НАСА Томас Пейн сформировал комиссию по расследованию причин аварии, главой которой был назначен руководитель
Исследовательского центра Лэнгли Эдгар Кортрайт (англ. Edgar Cortright). В комиссию также вошли 14 специалистов, в том числе астронавт Нил Армстронг и независимый от НАСА внешний наблюдатель.
Согласно заключению комиссии, причиной аварии послужила нижеследующая последовательность событий.
Техническое задание на изготовление кислородных баков для служебных модулей, выданное головной по командному модулю кораблей серии «Аполлон» фирмой «North American Aviation» (позже — «North American Rockwell»), субподрядчику — фирме «Beech Aircraft», — предусматривало работу электрических систем корабля под напряжением 28 В, выдаваемым топливными элементами «Аполлона». Однако значительную часть времени перед запуском служебный модуль должен был провести на космодроме, будучи запитанным напряжением в 65 В, стандартным для наземного оборудования стартового комплекса. В 1962 году техническое задание было исправлено с учётом этого факта, однако требования к контактам термостатов скорректированы не были. Это несоответствие не было замечено ни специалистами обеих фирм, ни NASA.
11 марта 1968 года баки со старыми, рассчитанными на напряжение 28 В термостатами, были отправлены на завод фирмы «North American Aviation» в Дауни; 4 июня полка кислородной аппаратуры под серийным номером 0632AAG3277, в состав которой входил кислородный бак под серийным номером 10024XTA0008, была установлена в служебный модуль SM 106, предназначенный для миссии «Аполлон-10». Однако в дальнейшем разработчики приняли решение внести некоторые изменения в конструкцию кислородных полок, для чего те из них, что уже были установлены на модули, следовало демонтировать. 21 октября 1968 года кислородная полка была снята со служебного модуля и отправлена на завод для внесения требуемых изменений.
Демонтаж кислородной полки производился при помощи специальной оснастки. Как оказалось, один из болтов, которыми полка крепилась к служебному модулю, забыли отвинтить; при попытке подъёма передняя часть полки приподнялась примерно на два дюйма (5,08 сантиметров), после чего не рассчитанная на такую нагрузку оснастка сломалась, а полка упала на своё место. Сделанные фотографии вызвали подозрение, что защитный колпачок нижнего (сливного) штуцера подвергся удару о что-то, однако расчёты показали, что падение с такой высоты не могло привести к серьёзным повреждениям.
Забытый болт отвинтили, в журнале сделали запись о происшествии, и кислородная полка была благополучно извлечена. Визуальный осмотр полки и подробные проверки не выявили никаких повреждений. В дальнейшем кислородная полка была подвергнута необходимым модификациям и 22 ноября 1968 года установлена в служебный модуль SM 109 миссии «Аполлон-13». Проведённые проверки не выявили каких-либо неисправностей, и в июне 1969 года модуль был отправлен в Космический центр Кеннеди для дальнейших испытаний и установки на ракету-носитель.
16 марта 1970 года при репетиции запуска баки были заполнены жидким кислородом. К тому моменту, когда в ходе испытаний баки должны были опустеть до половины, в баке № 2 оставалось ещё 92 % кислорода. Было принято решение продолжить репетицию, а по её окончании рассмотреть возможные причины нерасчётной ситуации; однако для этого избыточный кислород из бака № 2 должен был быть удалён. Попытка стравить лишний кислород через заправочный штуцер вызвала падение уровня кислорода лишь до 65 %.
С целью дальнейшего удаления кислорода из бака было принято решение испарить его при помощи встроенных в бак нагревателей. За 6 часов нагрева уровень кислорода в баке упал до 35 %, после чего бак был опустошён за 5 циклов подъёма давления до 300 фунтов на кв. дюйм (20,4 атм) с последующим его сбросом. В общей сложности напряжение подавалось на нагреватели на протяжении 8 часов.
Полная замена кислородной полки и сопутствующие проверки заняли бы не менее 45 часов; кроме того, в ходе замены могла быть случайно повреждена другая аппаратура, установленная на служебном модуле. Поскольку слив кислорода в ходе миссии не предусматривался и сливной штуцер использовался только при наземных тестах, было принято решение провести испытания по заполнению баков жидким кислородом, и осуществить замену кислородной полки, только если их результат будет неудовлетворительным. Испытания были проведены 30 марта; баки № 1 и № 2 были заполнены жидким кислородом до уровня 20 %, при этом разницы в скорости заполнения баков не наблюдалось; слив из бака № 2 вновь оказался сопряжён с затруднениями. Тем не менее, полка была признана пригодной к эксплуатации.
Нагреватели, располагавшиеся в баках, были снабжены термостатами, отключавшими их питание по достижении температуры 80 °F (27 °C). Однако проведённые в ходе расследования эксперименты показали, что эти выключатели, рассчитанные на питание в 28 вольт постоянного тока от батарей служебного модуля, не размыкались должным образом при работе под напряжением 65 В, подаваемым со стартового комплекса в ходе выпаривания кислорода. Просмотр записи графика напряжения, подававшегося в ходе выпаривания кислорода при предстартовой подготовке, подтвердил, что размыкание контактов термостата при достижении заданной температуры действительно не имело места. Дальнейшие эксперименты показали, что при постоянной работе нагревателей их температура могла достигать значения в 1000 °F (538 °C) , что почти наверняка привело к повреждению тефлоновой изоляции проводов. Нештатный разогрев остался незамеченным — как на измерительных приборах (разработчики не предполагали возможности возникновения столь высоких температур внутри баков, поэтому верхний предел датчика температуры был конструктивно установлен на значении 80 °F (27 °C)), так и непосредственно — баки были покрыты мощной термоизоляцией (по заявлениям производителя, если бы они были заполнены льдом и оставлены при комнатной температуре, то процесс таяния всего льда занял бы восемь лет). В результате кислородные баки стали своеобразной «бомбой» — со «взрывчаткой» из расплавившейся тефлоновой изоляции, погруженной в жидкий кислород, и «детонатором» из оголённых медных проводов.
В ходе полёта в 55:52:30 полётного времени система контроля за давлением подала сигнал предупреждения об аномально низком давлении в баке № 1. Этот сигнал появлялся в ходе полёта уже несколько раз, и означал всего лишь необходимость подогреть и перемешать жидкий кислород. В 55:52:58 центр управления полётом отдал указание астронавтам включить нагреватели и вентиляторы. Суайгерт подтвердил получение этого указания в 55:53:06; напряжение на вентиляторы бака № 2 было подано в 55:53:20.
Согласно записям данных телеметрии, в 55:53:22.757 сила тока, выдаваемого топливным элементом № 3, скачком выросла на 11,1 ампера, а в 55:53:36 началось возрастание давления в баке № 2. Наиболее вероятным представляется предположение о том, что между оголившимися проводами внутри бака возникло короткое замыкание, сопровождавшееся искрением; выделившейся при этом энергии (от 10 до 20 джоулей) было достаточно для воспламенения тефлоновой изоляции. Давление в баке продолжало подниматься, достигнув значений в 954 фунтов на квадратный дюйм в момент времени 55:54:00, и 1008 фунтов на квадратный дюйм в 55:54:45, что согласуется с картиной медленно распространяющегося горения тефлона в кислородной атмосфере.
В момент времени 55:54:52.763 пропали показания датчика температуры в баке № 2, а в 55:54:53.182 было зафиксировано сотрясение корабля. Наиболее вероятно, что пламя достигло головной части бака в том месте, где в него входил жгут проводов; в прожжённое отверстие устремился кислород под высоким давлением. Истекающим потоком газа была сорвана панель № 4 служебного модуля и повреждена трубопроводная арматура бака № 1, что вызвало медленную утечку кислорода и из него.
В процессе расследования причин аварии ситуация была воспроизведена на земле в натурном эксперименте на таком же баке. Последствия эксперимента полностью совпали с описанием аварии.

### Причина систематического дрейфа
«Виновницей» дрейфа оказалась система охлаждения лунного модуля. Стравливаемый ею в космическое пространство водяной пар создавал незначительную тягу. В штатных полётах бортовые системы лунного модуля включались незадолго перед его отстыковкой и началом спуска на поверхность Луны, поэтому вносимое системой охлаждения возмущение было кратковременным и не успевало оказать существенное влияние на траекторию корабля. Однако в данном полёте система охлаждения проработала несколько дней подряд.

### Взрыв в аккумуляторном отсеке посадочной ступени лунного модуля
Была модифицирована система сбора и дренирования газов, выделяющихся при работе батарей, для недопущения их взрыва.

### Принятые меры по обеспечению безопасности полётов
Затраты на модификацию корабля «Аполлон-14» с целью исключения возможности аналогичной аварии составили около пятнадцати миллионов долларов. В частности, из конструкции кислородных баков были убраны вентиляторы и контакты термостатов, а слаботочные провода, ведущие к находящимся внутри баков датчикам, снабжены усиленной негорючей изоляцией. Кроме того, в другом секторе сервисного модуля, на удалении от двух имевшихся кислородных баков, был установлен третий. Этот бак был снабжён клапаном, позволявшим при необходимости отключить его от топливных элементов и двух других баков, тем самым предоставляя кислород из него исключительно для системы жизнеобеспечения. В комплектацию командного модуля были добавлены мешки для воды общим объёмом 5 галлонов (19 л), которые в аварийной ситуации следовало наполнить из бака питьевой воды для предотвращения её замерзания. В служебном модуле был установлен аварийный серебряно-цинковый аккумулятор ёмкостью 400 ампер-часов, аналогичный аккумуляторам спускаемого аппарата лунного модуля. Электропроводка лунного модуля была изменена с целью облегчить передачу энергии из его электросистемы в электросистему командного модуля. В результате переделок вес корабля увеличился на 227 кг.

## Факты
- За несколько месяцев до полёта вышел фильм «Потерянные» с очень схожим сюжетом — в результате аварии на корабле трое астронавтов «застревают» на орбите Земли с ограниченным запасом кислорода. Непосредственные очевидцы отметили множество совпадений между фильмом и событиями миссии «Аполлон-13»[162]:
  - первоначальное ошибочное предположение о том, что проблемы с модулем возникли из-за удара метеороида;
  - характер пресс-конференции NASA;
  - использование недокументированной возможности техники корабля;
  - рассмотрение варианта погружения астронавтов в сон для меньшего расхода кислорода;
  - опробование способа устранения поломки на наземной копии корабля.
  - Кроме того, Джеймс Ловелл был на премьере фильма за несколько месяцев до полёта[163], а Джерри Вудфил, инженер из технической поддержки «Аполлона», смотрел этот фильм всего за два часа до аварии. Позднее он и другой инженер Арт Кампос вспоминали о том, как события, показанные в фильме, непосредственно повлияли на ход их рассуждений, который и привёл их к правильному решению[162].
- 16 апреля, вечером в четверг по хьюстонскому времени, за 15 часов до посадки среди операторов центра управления полётом была распространена копия коммерческого счёта, выполненного в стиле типичного счёта за проживание в мотеле. Счёт на сумму 317 421 доллар 24 цента был якобы выставлен фирмой «Grumman Aerospace Corporation» (производителем «Водолея») фирме «North American Rockwell» (производителю «Одиссея») за «буксировку транспортного средства на расстояние 400,001 миль, подзарядку аккумуляторов в дороге при помощи кабелей клиента, заправку кислородом; проживание в номере на двоих (без телевизора, с кондиционером и радио) американской планировки с великолепным видом, предоплата, плюс дополнительный гость на ночь; хранение багажа, чаевые; скидка для государственных служащих — 20 %». Пометка в счёте гласила: «Отъезд из лунного модуля не позднее полудня пятницы; проживание после этого срока не гарантируется», отдельной строкой стояла «плата за сохранение настоящего счёта в тайне». Эта шутка позволила значительно разрядить напряженность, царившую среди операторов центра управления полётом[164][165][166].

## В культуре
В 1995 году кинокомпанией Universal Pictures был снят игровой фильм «Аполлон-13», воспроизводящий картину происходивших событий.
Произнесённая Суайгертом фраза «Хьюстон, у нас проблема» (англ. Houston, we’ve had a problem) в варианте «Houston, we have a problem» (которую в фильме произносит Ловелл) вошла в американский английский в виде идиомы. Американский институт киноискусства приводит её в списке 100 известнейших киноцитат под номером 50.